# Russell Senate Office Building
Das Russell Senate Office Building ist das älteste Bürogebäude des Senats der Vereinigten Staaten und ein wichtiges Gebäude des Beaux-Arts-Stils. Das 1903 bis 1908 errichtete Gebäude befindet sich nördlich des Kapitols in Washington, D.C.
Im Gebäude befinden sich sowohl Büro- als auch Ausschussräume. In ihm fanden unter anderem die Vernehmungen mehrerer bedeutender Untersuchungsausschüsse statt: dem zur Untergang der Titanic 1912 oder die Tagungen des Senate Watergate Committee 1974. Ebenfalls fanden hier 1991 die Auseinandersetzungen um die Nominierung von Supreme-Court-Richter Clarence Thomas statt.
Das Gebäude hatte ursprünglich 98 Bürosuiten und acht Ausschussräume, seit dem Anbau des Seitenflügels 1933 insgesamt 126 Bürosuiten und zehn Ausschussräume.
Um die Jahrhundertwende beschloss der Senat, dass die Räumlichkeiten im Kapitol endgültig nicht mehr ausreichten, um die Senatoren und ihre Büros beherbergen zu können. Während sich Senatoren zu dieser Zeit privat zusätzliche Büroräume mieten mussten, wenn sie diese für notwendig hielten, beauftragte der Kongress 1901 den damaligen Architect of the Capitol Edward Clark feuersichere Bürogebäude zu planen, die an das Kapitol anschlossen. 1903 kaufte der Kongress die dazu notwendigen Grundstücke und gab grünes Licht für den Baubeginn.
Im April 1904 erhielt das Architekturbüro Carrère and Hastings aus New York City den Bauauftrag. John Carrère kümmerte sich dabei um das Bürogebäude des Senats, Thomas Hastings gestaltete das zeitgleich gebaute und fast identische Cannon House Office Building des Repräsentantenhauses.
Ihre Beaux-Arts-Bauten schlossen sich der Architektur des Kapitols an, waren aber deutlich zurückhaltender gestaltet. Die Kolonnaden, die auf das Kapitol ausgerichtet sind, sind von 34 dorischen Säulen umrahmt, an den Seiten des Gebäudes befinden sich Pilaster. Die Fassaden sind aus Marmor und Kalkstein gestaltet, das Erdgeschoss des Russell-Gebäudes hat eine Front aus grauem Granit. Die Gebäude waren für die damalige Zeit äußerst modern mit einer Luftumwälzungsanlage, individuellen Toiletten, Heiß- und Kaltwasser, Telefonen und Elektrizität ausgestattet. Es ist durch Tunnel und über den Congressional Subway mit dem Kapitol verbunden.
1909 zog der Senat in das Gebäude ein. 1933 wurde ein Seitenflügel unter Aufsicht der Architekten Nathan Wyeth und Francis P. Sullivan errichtet. 1972 schließlich benannte der Kongress das Gebäude nach dem ehemaligen Senator Richard B. Russell aus Georgia.
Nach dem Tod des republikanischen Senators John McCain brachte der Fraktionsvorsitzende der Demokraten im Senat, Chuck Schumer, im August 2018 den Vorschlag ein, das Gebäude nach McCain benennen zu lassen.